# Reforma Procesal Penal (Chile)

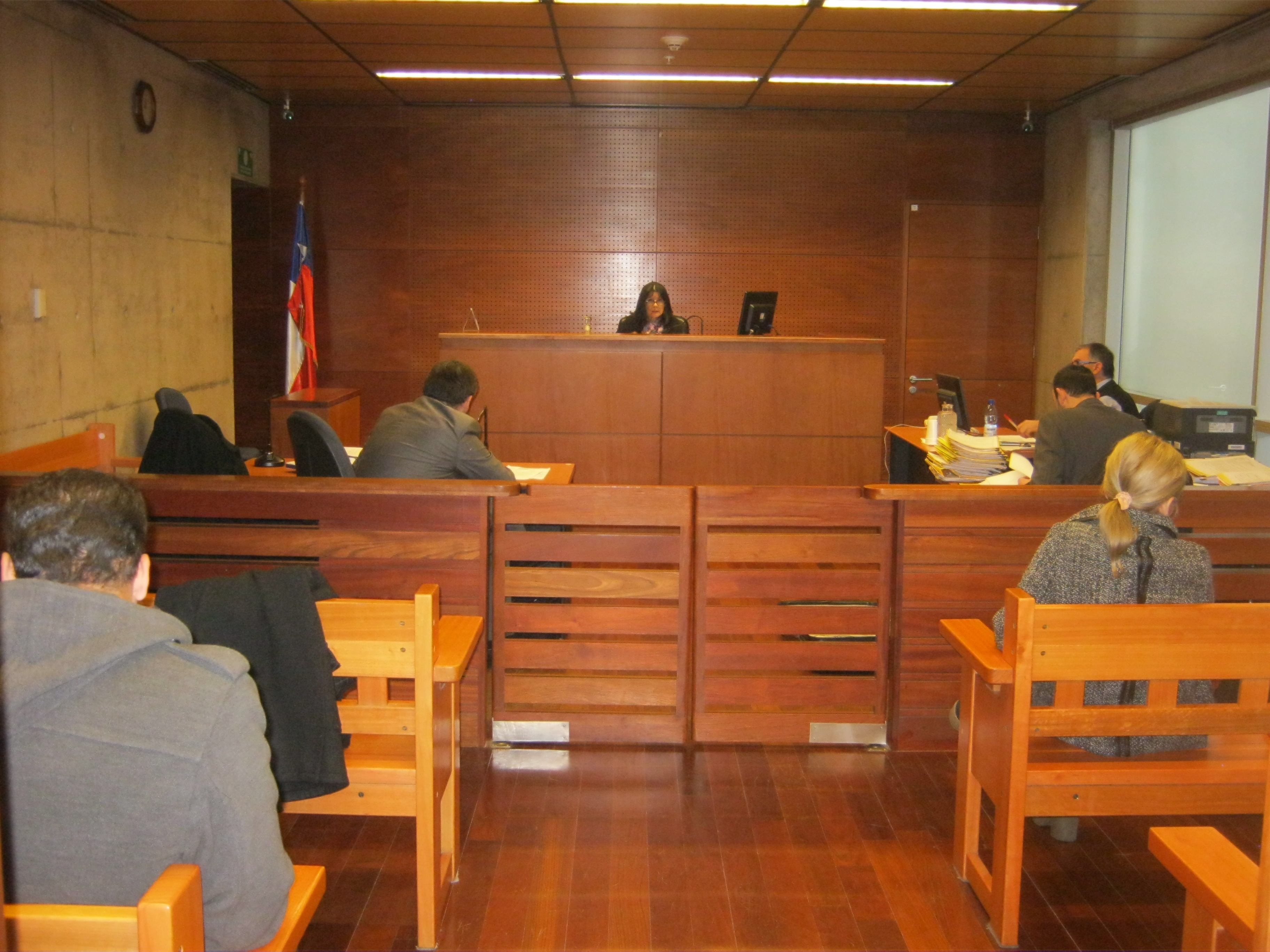
Juzgado de Garantía

La Reforma Procesal Penal es la denominación del mayor cambio estructural de la Justicia Penal de la República de Chile, estableciendo el sistema procesal penal actualmente vigente en el país a través de la promulgación y entrada en vigencia del Código Procesal Penal, entre otras normas.
Se introdujo a través de un sistema de implementación diferida, comenzando a regir en distintas fechas entre 2000 y 2005 para las diferentes regiones del país.

## Historia
Iniciada por la ministra de Justicia del Gobierno de Eduardo Frei Ruiz-Tagle, Soledad Alvear Valenzuela. Esta reforma reemplazó el viejo sistema inquisitivo y escrito que operaba en Chile desde principios del siglo XX, por un sistema acusatorio y oral, cuyos protagonistas son los Fiscales del Ministerio Público y los Defensores, que deben litigar (acusando y defendiendo al imputado respectivamente) en procedimientos orales, ante los Juzgados de Garantía o Tribunales de Juicio Oral en lo Penal, según sea el caso.
Las bases del nuevo sistema (denominado adversarial) son la controversia entre las partes involucradas, la elección de las audiencias como la metodología más eficiente para la toma de decisiones, y la inmediación; que el juicio se desarrolle ante el juez, quien decide de inmediato de acuerdo con lo que vio, eliminándose los expedientes escritos. Se crea el Ministerio Público, un organismo independiente y autónomo al cual se le confieren las labores de investigación y persecución penal, anteriormente ejercidas por el juez en el antiguo procedimiento penal. Otra de las características de este sistema es la existencia de criterios de oportunidad y salidas alternativas que otorgan al Ministerio Público la posibilidad de regular su carga de trabajo y proveer mejores respuestas al sistema penal frente al conflicto.
Este cambio fue implementado gradualmente en todas las regiones de Chile, iniciándose en la Región de Coquimbo y la Región de la Araucanía, el 16 de octubre de 2000, para terminar en la Región Metropolitana de Santiago el día 16 de junio de 2005, durante el gobierno del presidente Ricardo Lagos Escobar.

### Primer Juicio
El primer juicio oral en Chile se llevó a cabo ante el Tribunal de Juicio Oral en lo Penal de La Serena, el 21 de marzo de 2001. El auto de apertura remitido desde el Juzgado de Garantía de Coquimbo contenía la acusación formulada por el Ministerio Público en contra del imputado por un delito de robo con intimidación. La defensa, en dicha ocasión, postuló la calificación jurídica de los hechos a título de amenaza no condicional. El fiscal del caso fue Rodrigo De la Barra Cousiño, siendo acompañado en el juicio oral por el fiscal Sergio Vásquez Díaz. Los abogados defensores fueron Diego Falcone Salas e Inés Rojas Varas, de la Defensoría Penal Pública de Coquimbo. Los jueces fueron Jaime Meza Sáez, presidente, Enrique Durán Branchi, redactor, y Jorge Fernández Stevenson, integrante.
El juicio comenzó a las 9 de la mañana. Tanto la fiscalía como la defensa realizaron sus alegaciones y produjeron prueba. La audiencia se prolongó hasta avanzada la tarde, con un largo receso para la deliberación. La decisión adoptada fue de condenar al acusado, pero por el delito de amenaza no condicional, acogiendo la posición de la defensa. En la audiencia de lectura (actualmente llamada de comunicación) de la sentencia definitiva se precisó la pena: 301 días de presidio. No se interpuso recurso a su respecto.
Con esta experiencia pionera se demostró la efectividad del diseño legal, que supuso un cambio radical tanto en los principios rectores como en la forma de litigar en materia penal. Con el tiempo, el mismo sistema, con las adecuaciones del caso, sería también adoptado en materia laboral y de familia.

### Excepciones de su uso

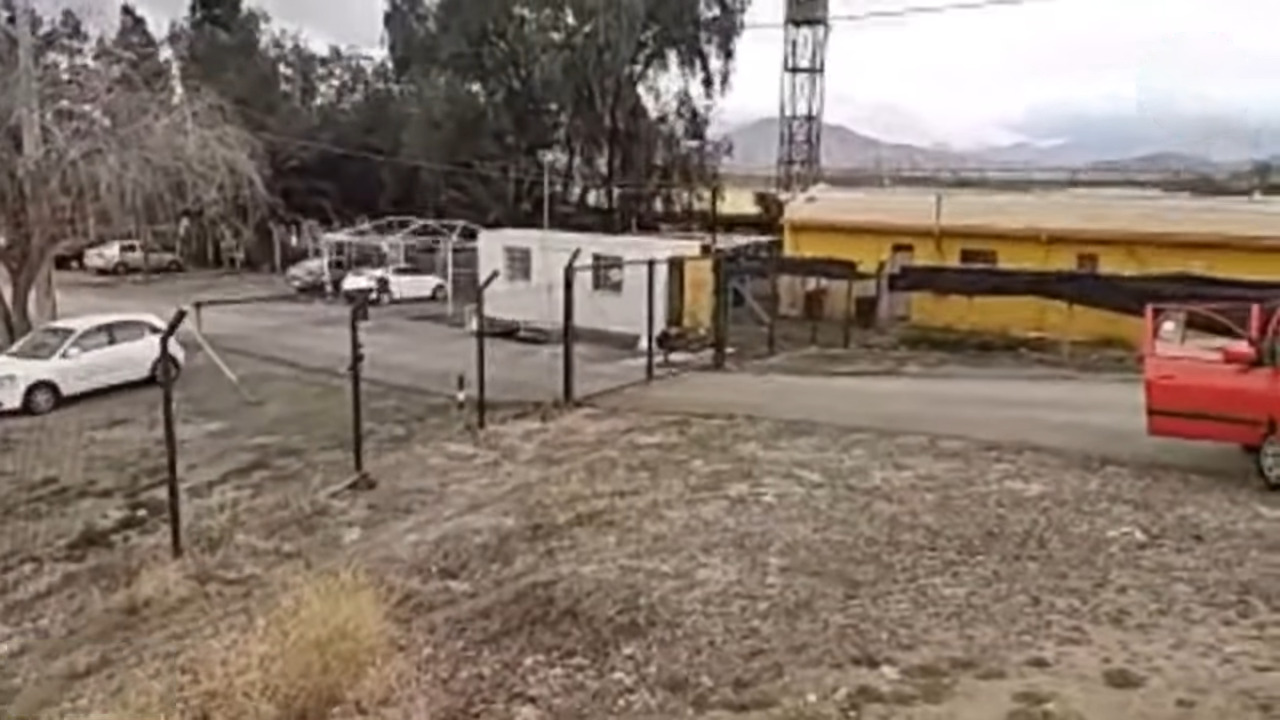
Entrada del Penal de Punta Peuco.

Para los casos que involucran militares activos en la época de la dictadura militar de Augusto Pinochet, se utiliza el antiguo sistema procesal penal originado en 1906, sin las garantías introducidas con la reforma efectuada entre el 2000 y 2005.Estos militares cumplen condena en el Penal de Punta Peuco o en Colina 1.

## Principios inspiradores
Los principios que inspiran la Reforma Procesal Penal, están contemplados en el Código Procesal Penal. En el Libro Primero de este ("Disposiciones generales"), su Título I ("Principios básicos") se aboca a tal materia. Podemos destacar:
- Juicio previo: «Ninguna persona podrá ser condenada o penada, ni sometida a una de las medidas de seguridad establecidas en este Código, sino en virtud de una sentencia fundada, dictada por un tribunal imparcial. Toda persona tiene derecho a un juicio previo, oral y público, desarrollado en conformidad con las normas de este cuerpo legal».[3]
- Única persecución: «La persona condenada, absuelta o sobreseída definitivamente por sentencia ejecutoriada, no podrá ser sometida a un nuevo procedimiento penal por el mismo hecho»".[4]Esto implica la consagración del principio procesal del non bis in idem.
- Juez natural: «Nadie podrá ser juzgado por comisiones especiales, sino por el tribunal que señalare la ley y que se hallare establecido por ésta con anterioridad a la perpetración del hecho».[5]
- Exclusividad de la investigación penal: «El Ministerio Público dirigirá en forma exclusiva la investigación de los hechos constitutivos de delito, los que determinaren la participación punible y los que acreditaren la inocencia del imputado, en la forma prevista por la Constitución y la ley».[6]
- Presunción de inocencia del imputado: «Ninguna persona será considerada como culpable ni tratada como tal en tanto no fuere condenada por una sentencia firme».[7]
- Legalidad de las medidas privativas o restrictivas de libertad: «No se podrá citar, arrestar, detener, someter a prisión preventiva ni aplicar cualquier otra forma de privación o restricción de libertad a ninguna persona, sino en los casos y en la forma señalados por la Constitución y las leyes».[8]Las normas que autorizan dichas actuaciones, no pueden ser aplicadas por analogía, y deben interpretarse de manera restrictiva.[9]